# Distretto di Huacho
Il distretto di Huacho è un distretto del Perù che appartiene geograficamente e politicamente alla provincia di Huaura e dipartimento di Lima. Ubicato a nord della capitale peruviana.

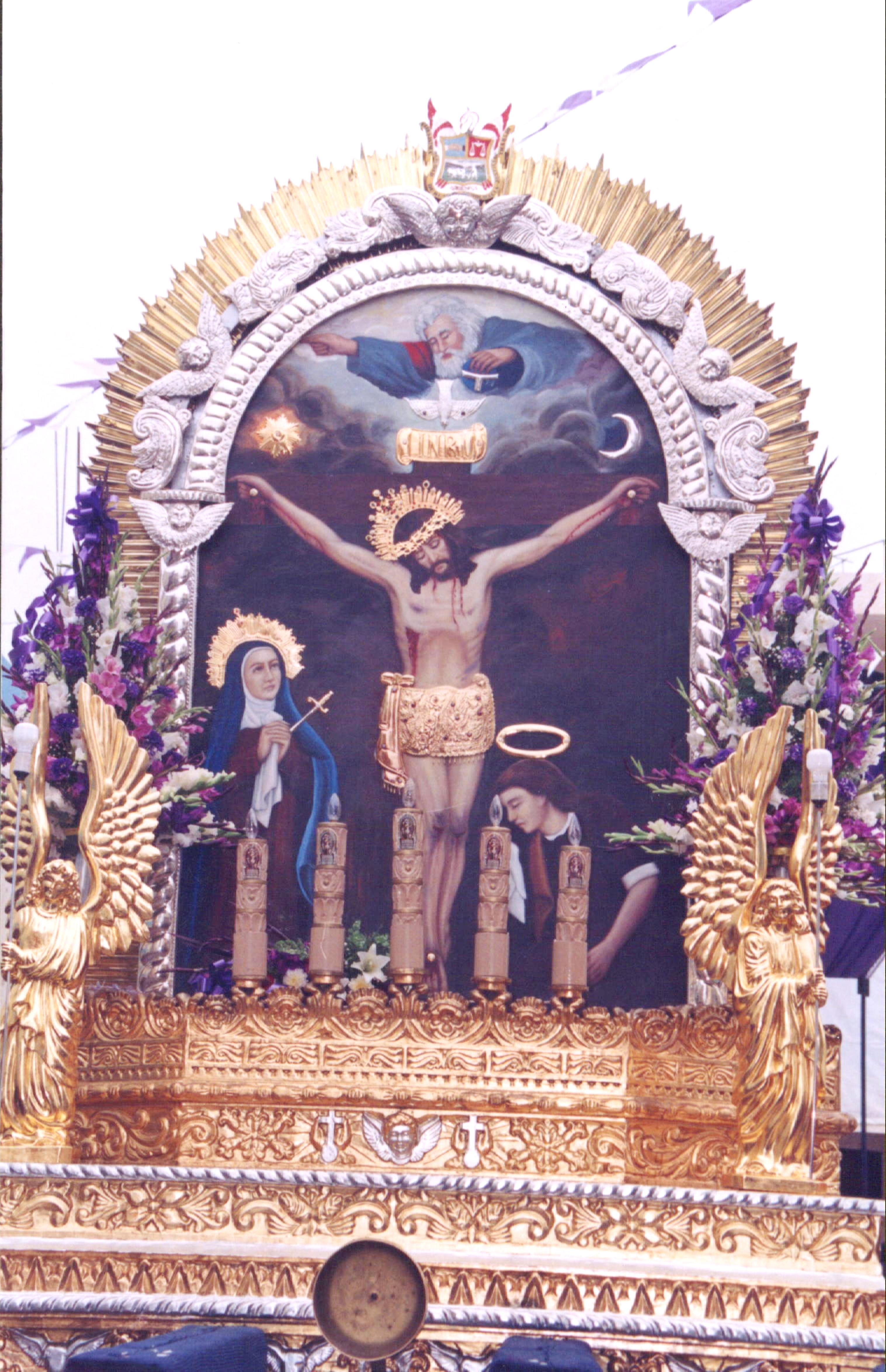
Signore dei Miracoli a Huacho

## Distretti confinanti
Confina a nordovest con il distretto di Ámbar; a sud con il distretto di San Checras, a ovest con distretto di Hualmay, a est con il distretto di Huaura; a sud con il distretto di Santa María e a nordovest con distretto di Sayán

## Festività
- San Pietro
- Signore dei Miracoli
- San Bartolomé de Huacho, santo patrono